# Heptamegacanthus
Heptamegacanthus è un genere di acantocefali (vermi parassiti dalla testa spinosa) che contiene un'unica specie, Heptamegacanthus niekerki, che è un parassita della talpa dorata gigante, una specie in via di estinzione. Si trova solo nelle foreste isolate del Transkei e vicino a East London, entrambe in Sudafrica. I vermi sono circa 4 mm di lunghezza e 2 mm di larghezza con minimo dimorfismo sessuale. Il suo corpo è costituito da un tronco corto e largo e da un organo tubulare per l'alimentazione e la suzione, chiamato proboscide, ricoperto di uncini. Gli uncini vengono utilizzati per perforare e trattenere la parete rettale dell'ospite. Ci sono da 40 a 45 di questi uncini disposti ad anelli che circondano la proboscide. Non sono radialmente simmetrici. Ci sono sette grandi uncini anteriori; gli uncini nell'anello anteriore sono due volte più grandi di quelli nel secondo anello e gli uncini rimanenti diminuiscono progressivamente di dimensioni posteriormente.
Il ciclo vitale dell'H. niekerki rimane sconosciuto; tuttavia, come altri acantocefali, è probabile che preveda cicli vitali complessi con almeno due ospiti. Sebbene l'ospite intermedio dell'Heptamegacanthus non sia stato identificato in modo definitivo, si presume che sia un artropode, come un insetto. In questo ospite, le larve si sviluppano in uno stadio infettivo noto come cistacanto. Questi vengono poi ingeriti dall'ospite definitivo, dove maturano e si riproducono sessualmente all'interno dell’intestino. Le uova risultanti vengono espulse e si schiudono dando origine a nuove larve.

## Tassonomia
Heptamegacanthus è un genere monotipico di acantocefali (chiamati anche vermi parassiti dalla testa spinosa o testa spinosa). Il genere e la specie Heptamegacanthus niekerki sono stati formalmente descritti nel 1990 da Mary E. Spencer Jones, curatore al Museo di Storia Naturale di Londra, da esemplari (5 femmine e 5 maschi) raccolti vivi, conservati e inviati dal Sudafrica. Il nome del genere Heptamegacanthus si riferisce ai sette grandi ganci sulla proboscide e il nome specifico niekerki deriva da Jan van Niekerk, che raccolse le specie nel campo.
La classificazione del genere Heptamegacanthus all’interno della famiglia Oligacanthorhynchidae è supportata da sei caratteristiche morfologiche distintive. In primo luogo, la sua proboscide è più o meno sferica ed è dotata di uncini con una base anteriore robusta (manubrio) e una radice solida per l’ancoraggio. Inoltre, le papille sensoriali sul proboscide ne potenziano le capacità sensoriali. Il ricettacolo della proboscide, una struttura complessa che ospita la proboscide quando retratta, è composto da uno strato esterno sottile e non muscolare e da uno strato interno più spesso e muscolare, attraversato dorsalmente dai muscoli che ritraggono il proboscide. I lemnischi, strutture allungate e appiattite contenenti diversi nuclei giganti, svolgono un ruolo nel sistema sensoriale del verme. La presenza di otto ghiandole cementizie, ciascuna con un grande nucleo centrale, è un’altra caratteristica distintiva; queste ghiandole producono una sostanza utilizzata nel processo riproduttivo. Infine, le uova di Heptamegacanthus hanno una forma ovale e un guscio esterno con una trama distintiva. Si differenzia da altri vermi della famiglia Oligacanthorhynchidae principalmente per le dimensioni più piccole e per il numero e le dimensioni maggiori degli uncini nell’anello anteriore. Il National Center for Biotechnology Information non riporta alcuna analisi filo genetica pubblicata su Heptamegacanthus che confermi la sua posizione come genere unico nella famiglia Oligacanthorhynchidae.

## Descrizione
Heptamegacanthus niekerki è costituito da una proboscide coperta da ganci, un ricettacolo della proboscide e un tronco con una lunghezza del doppio della larghezza. Il dimorfismo sessuale è minimo, con il maschio lungo 3,49–4,23 mm per 1,42–2,14 mm di larghezza, solo leggermente più grande della femmina a 3,15–3,59 mm di lunghezza per 1,53-1,94 mm di larghezza. Questo è insolito per gli acantocefali dove la femmina è di solito molto più grande del maschio, ma è stato trovato in altri acantocefali tra cui Corynosoma. Heptamegacanthus è anche molto piccolo per un membro della famiglia Oligacanthorhynchidae. Sebbene gli acantocefali siano in grado di sopravvivere in ospiti accidentali senza completare il loro sviluppo rendendoli più piccoli del normale, questo nanismo è stato escluso per Heptamegacanthus poiché i campioni raccolti erano maturi e le femmine contenevano uova che indicano che la talpa d'oro gigante (Chrysospalax trevelyani) è un ospite definitivo e non un paratenico (organismo che ospita i parassiti sessualmente immaturi) o accidentale.
La proboscide è quasi sferica, essendo lunga 256-381 µm e larga 435-604 µm nei maschi e lunga 281-381 µm e larga 416-635 µm nelle femmine. È armato con 40-45 ganci che non sono radialmente simmetrici, con sette grandi ganci anteriori. I ganci sono disponibili in quattro tipi distinti: i primi due anelli di amici hanno grandi basi (manubria) e radici, con i ganci nella parte anteriore (243-275 µm di lunghezza nei maschi e 256-297 µm di lunghezza nelle femmine) che sono il doppio di quelli della seconda fila (81-180 µm di lunghezza nei maschi 103-199 µm di lunghezza nelle femmine). I ganci verso la parte posteriore sono spinali, affusolati a dimensioni più piccole (da 43–84 µm a 28–52 µm di lunghezza nei maschi e da 34–71 µm a 31–58 µm di lunghezza nelle femmine di lunghezza nei maschi). Una papilla sensoriale è presente su ciascun lato del collo e sull'apice della proboscide. Il ricettacolo della proboscide ha origine sulla parete del corpo a circa un quarto della lunghezza del corpo dall'estremità anteriore del verme. Il ricettacolo della proboscide è a parete singola, con un piccolo strato non muscolare e una grande parete muscolare interna con muscoli retrattori ben sviluppati che penetrano nella parete del ricettacolo dorsalmente. Il cervello si trova nella regione centrale del ricettacolo della proboscide. I lemnisci (fasci di fibre nervose sensoriali) sono lunghi, estendono quasi la metà della lunghezza del corpo, piatti e contengono diversi nuclei giganti (0,832–1,635 mm di lunghezza e 89-333 µm di larghezza nella femmina). Il verme non ha protonefridi, che si trovano in altre specie di acantocefali per l'escrezione e la regolazione dell'acqua.
I testicoli del maschio sono grandi e inclinati, lunghi da 409 a 832 µm e larghi da 204 a 525 µm, e sono posizionati verso la metà anteriore del corpo prima della linea di demarcatoria centrale (pre equatoriale). Durante la copulazione, il maschio inietta sperma dalla sua vescicola seminale nella sua borsa copulatoria (un sacco pieno di liquido). La sacca del Saefftigen (un sacco muscolare lungo 832–877 µm e largo 236–365 µm) si contrae quindi, espellendo il fluido causando l'eversione della borsa copulatoria. La forma della borsa copulatoria afferra la femmina durante la copulazione. Ci sono otto ghiandole pre equatoriali lunghe 281-404 µm e larghe 243-436 µm, che vengono utilizzate per chiudere temporaneamente l'estremità posteriore della femmina dopo la copulazione, ognuna con un singolo nucleo gigante.
Le femmine hanno un sistema riproduttivo corto e muscolare, tra cui una campana uterina (un imbuto come un'apertura continua con l'utero) che è larga e corta (da 179–218 µm di lunghezza a 140–173 µm di larghezza), un utero (396–461 µm di lunghezza e 166–224 µm di larghezza) e una vagina (102-186 µm di lunghezza e 32-173 µm di diametro). Le femmine producono numerose uova ovali lunghe 56-96 µm e larghe 43-52 µm con gusci esterni altamente scolpiti, immagazzinati in uno spazio chiamato pseudocoel.

## Distribuzione
La distribuzione di H. niekerki è determinata da quella del suo ospite, la talpa d'oro gigante. Heptamegacanthus niekerki è stato trovato nella foresta di Nqadu, Transkei, Sudafrica, l’olotipo. L'area della talpa dorata gigante è molto limitata, essendo una specie in via di estinzione, e consiste solo in catene forestali isolate nella foresta di Pirie e Komgha vicino a King William's Town, East London e Port St. Johns nel Transkei. La gigantesca talpa dorata, e quindi H. niekerki, è minacciata principalmente dall'urbanizzazione dell'area di East London che causa frammentazione delle foreste e successiva perdita di habitat. Le foreste vengono anche degradate dallo sfruttamento della foresta per legna da ardere, corteccia, raccolta del legname e pascolo eccessivo/calpestamento del bestiame.

## Ospiti

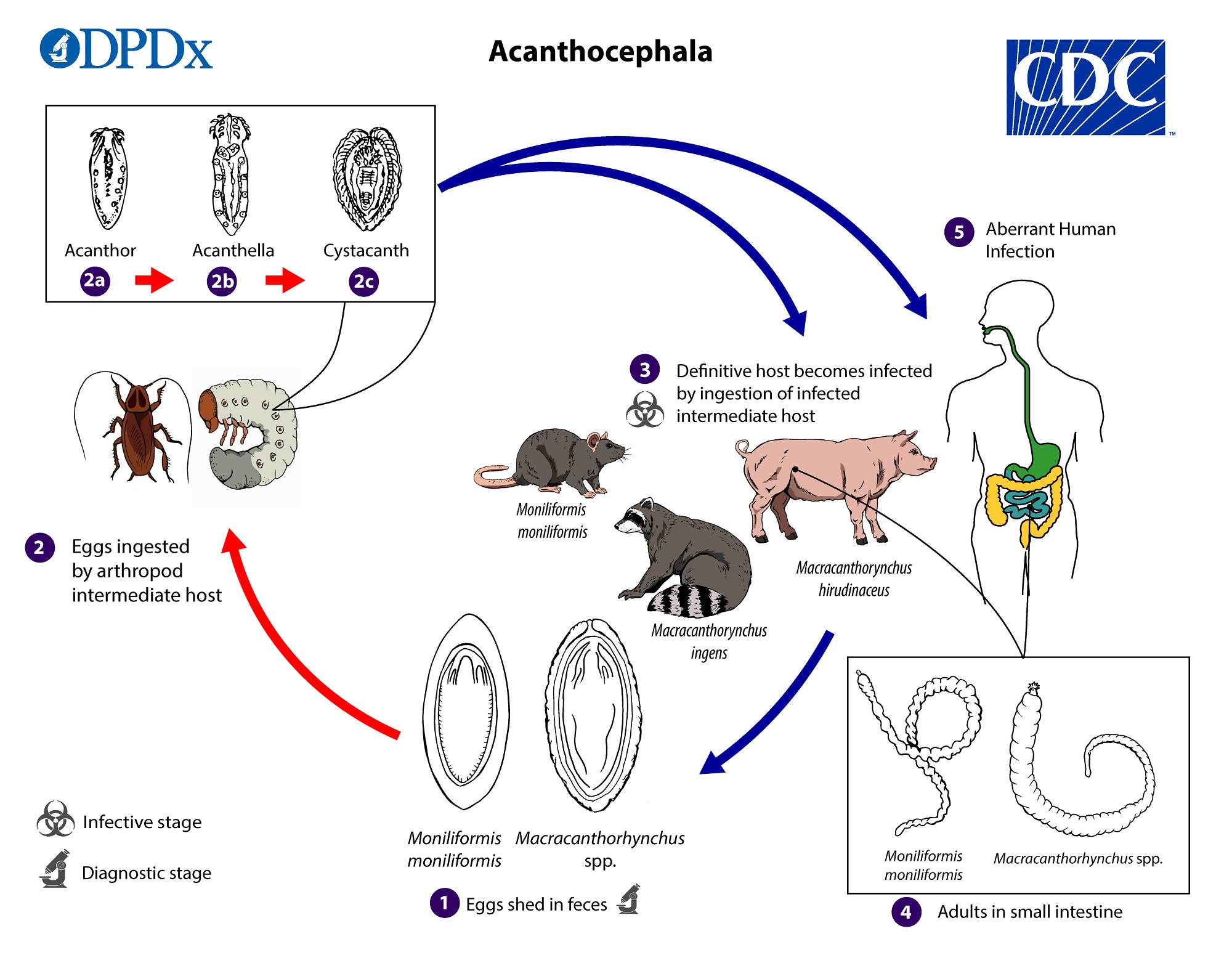
Ciclo di vita di Acanthocephala

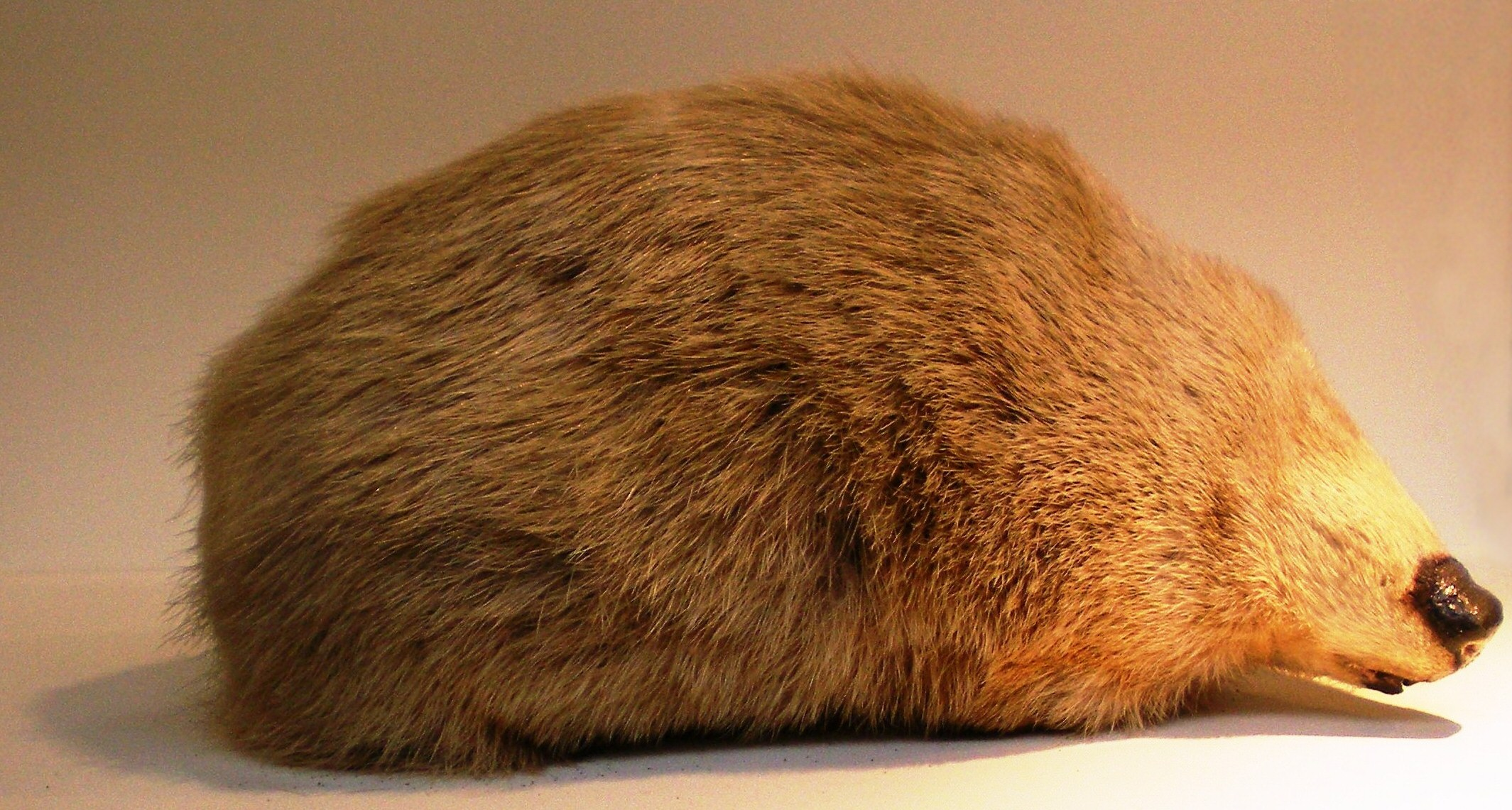
La talpa d'oro gigante è l’ospite tipo di H. niekerki.

Il ciclo di vita specifico di Heptamegacanthus è sconosciuto, ma il ciclo di vita dei vermi dalla testa spinosa, o acanthocephala, in generale si svolge in tre fasi distinte. Inizia quando un uovo si sviluppa in una forma infettiva nota come acanthor. Questo acanthor viene rilasciato con le feci del suo ospite definitivo, tipicamente un vertebrato, e deve essere ingerito da un ospite intermedio, un artropode come un insetto, per continuare il suo sviluppo. Sebbene gli ospiti intermedi specifici per il genere Heptamegacanthus non siano identificati, è generalmente accettato che gli insetti servano come intermediari primari per l'ordine più ampio Oligacanthorhynchida a cui appartiene.
Una volta all'interno dell'ospite intermedio, l'acanthor libera il suo strato esterno in un processo chiamato muta, passando alla sua fase successiva, l'acantella. In questa fase, quando H. niekerki misura tra 38-60 µm di lunghezza e 19-26 µm di larghezza, scava nella parete intestinale dell'ospite e continua a crescere. Il ciclo di vita culmina nella formazione di un cystacanth, uno stadio larvale che conserva le caratteristiche giovanili (che differisce dall'adulto solo per dimensioni e stadio di sviluppo sessuale) e attende l'ingestione da parte dell'ospite definitivo per maturare pienamente. Una volta all'interno dell'ospite definitivo, queste larve si attaccano alle pareti intestinali, maturano in adulti sessualmente riproduttivi e completano il ciclo rilasciando nuovi acantori nelle feci dell'ospite.
Heptamegacanthus niekerki è stato trovato attaccato alla parete rettale nella talpa d'oro gigante. Non ci sono ospiti paratenici noti in cui Heptamegacanthus possa risiedere senza subire un ulteriore sviluppo o riproduzione. Non ci sono casi segnalati di H. niekerki che infesta gli esseri umani nella letteratura medica in lingua inglese.